# Bogensee (Berlin-Buch)
Der Bogensee in Berlin-Buch ist ein kleiner See im westlichen Teil des Bucher Forst. Hauptzufluss ist der Seegraben. Abfluss, über eine Rohrverbindung, ist der obere Karpfenteich. Die Wasserabdeckung ist abhängig vom Niederschlag und der Wasserführung der Zuflüsse. Das Gebiet um den See ist sumpfig.
Der Bogensee und der obere Karpfenteich liegen im Naturschutzgebiet „Bogenseekette und Lietzengrabenniederung“ (NSG 32); die unteren Karpfenteiche gehören hingegen zum Landschaftsschutzgebiet „Buch“ (LSG 47).

## Fauna
Neben den leicht auszumachenden Vogelarten Blässhuhn, Stockente und Schwan gibt es noch mindestens zehn weitere Vogelarten. Darüber hinaus sind im Wasser die Fischarten Karausche, Giebel, Karpfen und Plötze sowie der Laich der Erdkröten nachgewiesen worden. In den Feuchtwiesen am Uferrand ist die Ringelnatter heimisch.

## Flora
Der See ist fast vollständig von Bäumen umgeben. Der geringste Bewuchs besteht an dem Weg zwischen Bogensee und Karpfenteich.